# Офиопогон
Офиопогоните (Ophiopogon planiscapus) са вид растения от семейство Зайчесянкови (Asparagaceae).
Таксонът е описан за пръв път от Такеношин Накаи през 1920 година.